# Antillocladius campususp
Antillocladius campususp är en tvåvingeart som beskrevs av Mendes och Andersen 2008. Antillocladius campususp ingår i släktet Antillocladius och familjen fjädermyggor. Inga underarter finns listade i Catalogue of Life.